# Michail Makarowitsch Bondarjuk
Michail Makarowitsch Bondarjuk (russisch Михаил Макарович Бондарюк; * 15. Novemberjul. / 28. November 1908greg. in Moskau; † 14. Oktober 1969 ebenda) war ein sowjetischer und russischer Wissenschaftler, Flugzeugtriebwerks- und Raketentriebwerkskonstrukteur, Professor und Doktor der technischen Wissenschaften. Er war ein Pionier im Staustrahltriebwerksbau.

## Leben
1930 schloss Michail Bondarjuk sein Studium am Moskauer Staatlichen Luftfahrtinstitut ab und arbeitete im Forschungsinstitut der Zivilluftflotte (NII GWF). Sein Bruder, der Brigadekommandeur Georgi Bondjaruk (1902–1938) wurde während der Stalinschen Säuberungen 1938 erschossen. Ein anderer Bruder, Pjotr, kam während des Zweiten Weltkriegs ums Leben.
Am 21. April 1941 entstand im NII GWF das Experimentalbüro 3 (EKB-3) für Unterschall-Staustrahltriebwerke, das von Michail Bondarjuk geführt wurde. Das Büro gehörte bis zum 1. Oktober 1950 zum NII; am 1. Oktober wurde es in das Selbstständige Büro OKB-670 umgewandelt. Bondarjuk blieb Hauptkonstrukteur des Büros bis zum Ende seines Lebens. 1942 wurde von Bondarjuk das erste sowjetische Staustrahltriebwerk entwickelt und im August 1942 mit einer LaGG-3 getestet. 1944 wurde ein neues, effektiveres Modell entwickelt und mit einer La-5 getestet. Es entstanden weitere experimentelle Unterschall-Staustrahltriebwerke, darunter das RD-1A für den Marschflugkörper „Schtorm“ und das RD-900 für den Zieldarstellungsflugkörper La-17. Das RD-900 war das letzte Unterschall-Staustrahltriebwerk des KB-670.
Schon am Ende der 1940er Jahre wurde unter der Leitung Bondarjuks das erste Überschall-Staustrahltriebwerk RD-550, das für Geschwindigkeiten von Mach 1,15 bis Mach 1,6 ausgelegt war, entwickelt. Daraus resultierte das RD-025, das 1952 mit der zweistufigen Rakete „025“ getestet und dabei nach Zündung der ersten Stufe zugeschaltet wurde. Es beschleunigte die Rakete bis auf Mach 3,4 in 15 km Höhe. Aufgrund dessen wurde später das Triebwerk RD-07K (GRAU-Index 3Z4) für das Luftabwehrsystem 2K11 Krug entwickelt, das für Geschwindigkeiten von Mach 1,8 bis Mach 4,0 geeignet war. 1952–1954 wurde für den Experimentalmarschflugkörper-1 (EKR-1), der von Sergei Koroljow konstruiert worden war, ein neues Staustrahltriebwerk entwickelt.
Eine neue Herausforderung für das OKB-670 war ein Staatsauftrag für die Entwicklung leistungsfähiger Triebwerke für interkontinentale Überschall-Raketen – das RD-012U für Lawotschkins W-350 Burja und das RD-018A für Mjassischtschews Buran. Dafür wurden zuerst umfassende theoretische Forschungen durchgeführt. Das RD-012U mit einem Brennkammerdurchmesser von 1,7 m und einer Schubkraft bis 12,8 kN wurde mit der Burja getestet. Es beschleunigte die W-350 auf eine Marschgeschwindigkeit von Mach 2,9 bis 3,3 in einer Höhe von 16 bis 25,5 km, war äußerst ökonomisch und arbeitete während der statischen Prüfung mehr als sechs Stunden ununterbrochen. Kein einziges Staustrahltriebwerk zu dieser Zeit hatte so hohe Eigenschaften. Auch das RD-018A wurde erfolgreich statisch getestet, doch die Buran selbst wurde nicht gebaut.
Weiter folgten die nicht realisierten Projekte von Staustrahltriebwerken für die Langstrecken-Luftabwehrraketen Lawotschkin Dal und Mikojan RM-500 sowie das realisierte Projekt der Experimentalrakete W-758 des Luftabwehrsystems S-75, die bei einer Geschwindigkeit von Mach 4,0 bis 4,8 getestet wurde. 1968 begann die Entwicklung des Triebwerkes 3D80 für die 3M80 Moskit. Nach dem Tod von Bondarjuk wurden vom OKB Staustrahltriebwerke für die Ch-31, die Jachont und andere entwickelt.
Unter Leitung Michail Bondarjuks wurden auch Hyperschall-Staustrahltriebwerke sowie Kerntriebwerke entwickelt, darunter ein kosmisches elektrisches Kerntriebwerk „Buk“ für die Satelliten des See-Aufklärungssystems, das 1970 in Dienst gestellt wurde.
Michail Bondarjuk schrieb eine Reihe von wissenschaftlichen Arbeiten und mehrere Lehrbücher zum Thema „Staustrahltriebwerksbau“. Er war verheiratet und hatte drei Kinder. Seine jüngste Tochter, Marina, eine Schriftstellerin, hat ihre fragmentarischen Erinnerungen an ihn hinterlassen. Michail Bondarjuk lebte in Moskau im Wohngebäude an der Kotelnitscheskaja-Uferstraße, starb 1969 und wurde auf dem Nowodewitschi-Friedhof bestattet.
Michail Bondarjuk wurde mit dem Rotbannerorden, zweimal mit dem Orden des Roten Sterns, mit dem Orden des Roten Banners der Arbeit und Medaillen ausgezeichnet.